# Concerto per tuba (Vaughan Williams)
Il Concerto per tuba in fa minore  è un concerto di Ralph Vaughan Williams.
Il lavoro fu commissionato per il concerto del 50º anniversario della London Symphony Orchestra, alla quale fu dedicata la composizione. La prima avvenne il 13 giugno 1954 alla Royal Festival Hall con Philip Catelinet principale tubista della London Symphony Orchestra e Sir John Barbirolli sul podio. Catelinet fu anche il solista nella prima registrazione della composizione, nello stesso anno, ancora una volta con Barbirolli e la London Symphony Orchestra.
Mentre a prima vista sembra l'idea eccentrica di un compositore che sta invecchiando, il concerto divenne ben presto una delle opere più popolari di Vaughan Williams e una parte essenziale del repertorio tuba.

## Registrazioni
Il concerto di Vaughan Williams da allora ricevette numerosi concerti e registrazioni. Le esibizioni dal vivo comprendono quelle di Gerard Hoffnung, James Gourlay, Michael Lind, e Peter Whish-Wilson. Oltre alla registrazione pionieristica di Catelinet, hanno registrato il concerto i seguenti artisti:
- RCA: John Fletcher; London Symphony Orchestra, direttore André Previn[7]
- Chandos: Patrick Harrild; London Symphony Orchestra, direttore Bryden Thomson
- Deutsche Grammophon: Arnold Jacobs; Chicago Symphony Orchestra, direttore Daniel Barenboim
- Naxos: James Gourlay; Royal Ballet Sinfonia, direttore Gavin Sutherland
- Capriccio:  Richard Nahatzki; Orchestra Sinfonica di Berlino, direttore Hans E. Zimmer
- Caprice: Michael Lind; Orchestra Sinfonica della Radio di Stoccolma, direttore Leif Segerstam
- BIS: Øystein Baadsvik; Orchestra Sinfonica di Singapore, direttore Anne Manson
- David Unland; Cornell University Wind Ensemble[8]
- Walter Hilgers; Orchestra Sinfonica di Francoforte
- Beth Mitchell; Pasadena City College and Biola University